# L'Histoire du géant timide
Pour plus de détails, voir Fiche technique et Distribution.
L'Histoire du géant timide (Fúsi) est un film dramatique islando-danois réalisé par Dagur Kári et sorti en 2015.

## Synopsis
Fúsi est un Islandais de 43 ans, grand homme en surpoids et qui vit chez sa mère. Il n'a jamais eu de petite amie. La vie de ce solitaire doux et bienveillant est marquée par la routine : le jour, il travaille comme bagagiste à l'aéroport, et sur son temps libre il reconstitue des batailles de la Seconde Guerre mondiale avec de petites maquettes de chars et des figurines ou écoute de la musique métal. Au travail, il subit des moqueries, voire des brimades violentes de ses collègues, qu'il supporte sans perdre sa serviabilité. Sa gentillesse à l'égard d'une petite voisine de dix ans qui s'ennuie, enfant d’un divorce et vivant seule avec un père débordé, lui vaut d'être soupçonné de pédophilie par ce dernier et d’être interrogé par la police. 
Pour son anniversaire, le compagnon de sa mère lui offre un cours de danse country. 
Il s’y rend mais ne réussit pas à participer. Toutefois le soir même il y rencontre une femme, Sjöfn, qu’il ramène en voiture chez elle alors que souffle une tempête de neige. 
Cette rencontre chamboule sa vie, et lui permet de sortir petit à petit de sa solitude.
Une tendre relation amoureuse se développe, ce qui représente un grand pas pour Fúsi. Mais cela ne va pas sans grandes difficultés car Sjöfn est maniaco-dépressive. Pendant sa phase dépressive, elle demeure recluse des jours entiers dans un placard chez elle. 
Fúsi s'occupe d'elle, de son appartement en désordre et de son chat, mais il va aussi travailler pour elle à la déchetterie afin qu'elle ne perde pas son emploi. Il y fait d’ailleurs là-bas la rencontre de collègues prévenants qui ne le briment pas. Durant sa phase maniaque, Sjöfn avoue son amour pour Fúsi, couche avec lui, et lui annonce qu’elle veut qu'il vienne vivre chez elle. Fúsi fait le grand saut. Il parvient à quitter le domicile de sa mère. En partant il donne des jouets au père de la petite voisine, à son intention, et celui-ci s’excuse de s’être mal comporté et de l’avoir injustement accusé. Et tandis que Fúsi est en train de déménager ses affaires, à l’aide de son seul ami, Sjöfn lui signifie qu'elle n'est pas encore prête pour ça. Désemparé, il retourne donc chez sa mère. 
Il décide alors d’acheter le local délabré que Sjöfn lui avait montré, car elle avait l’idée d’en faire une boutique de fleuriste. Il le rénove de fond en comble à ses frais et le transforme en une boutique coquette. Après quoi il glisse les clefs du local dans la boîte aux lettres de Sjöfn avec une lettre à son intention.
Enfin, il décide de prendre l’avion pour voyager jusqu’en Égypte, voyage originellement envisagé pour lui et Sjöfn mais qu’elle a préféré refuser. Fúsi qui, bien que travaillant à l'aéroport, n'a jamais pris l'avion, s’embarque dans l’aventure la plus exaltante qu’il ait jamais faite, et sourit.

## Fiche technique
- Titre original : Fúsi
- Titre français : L'Histoire du géant timide
- Titre anglais international : anglais : Virgin Mountain
- Réalisation : Dagur Kári
- Pays d'origine :  Islande -  Danemark

## Distribution
- Gunnar Jónsson : Fúsi, le géant bagagiste
- Ilmur Kristjánsdóttir : Sjöfn, la jeune femme éboueur
- Sigurjón Kjartansson : Mörður, l'ami de Fúsi
- Margrét Helga Jóhannsdóttir : Fjóla, la mère de Fúsi
- Franziska Una Dagsdóttir : Hera, la fillette du voisin
- Arnar Jónsson : Rolf, l'amant de Fjóla
- Thorir Sæmundsson : Elvar, le collègue harceleur de Fúsi
- Þorsteinn Gunnarsson :
- Friðrik Friðriksson : Friðrik
- Walter Grímsson : Jörgen
- Halldór Halldórsson : Gústav
- Ingunn Jensdóttir : Svana
- Sigurður Karlsson : le fleuriste
- Zlatko Krickic : Dusan
- Þórunn Magnea Magnúsdóttir : la cliente du salon de coiffure
- Ari Matthíasson : Böðvar
- Sigurður Skúlason :

## Distinctions
- Nordic Council Film Prize 2015